# مغارة الديدرية
مغارة الديدرية(الكُرديّة: Du deriyê) وتعني في اللّغة الكُرديّة(البابَين)، هي مغارة أثرية من عصور ما قبل التاريخ تقع بسلسلة جبال سمعان في عفرين بمحافظة حلب ، بدأت التنقيبات فيها عام 1987 وفي عام 1993 اكتشف فيها هيكل عظمي لطفل الديدرية الأول الذي عاش فيها بين 100 ألف و40 ألف سنة مضت يظهر دفنه طقوس دفن شعائري عند النياندرتال، يعود دفنه إلى العصر الحجري القديم الوسيط. وقد تعاقبت على المغارة ثلاث حضارات مهمة وهي الحضارة اليبرودية، والموسيترية، والنطوفية

## الوصف
يبلغ طول المغارة 60 متر وعرضها 15 متر بينما ترتفع 10 أمتار، ويتكون القسم الرئيس من المغارة من 15 طبقة أثرية، بلغ سمكها 5 أمتار 

## الاكتشافات
قامت بعثة سورية-يابانية بالتنقيب بالكهف بسنة 1993. وتم العثور على بقايا 15 شخصاً، وأهمها الهيكل العظمي لطفل عمره 2.5 سنة تقريباً المعروف بطفل الديدرية الأول، وهو طفل نياندرتال كان قد دفن في حفرة مستلقياً على ظهره، ويداه ممدودتان، وقدماه مثنيان، وتحت رأسه بلاطة حجرية، وعلى صدره من جهة القلب أداة صوانية عليها مؤشرات تدل على عملية دفن شعائري هي من أقدم ما عرف في العالم. تمت إعادة تركيب الهيكل العظمي بعد حفظ عظامه بمواد كيميائية بعمل مشترك قام به السوري سلطان محيسن والياباني آكاوازا من جامعة كوتشي للتكنولوجيا.
وعثر على هيكل لطفل آخر وجد عام 1997 بطبقة أعمق، كما وجد أدوات حجرية وعظم ظهر سلحفاة  ، كما اكتشف بقايا هيكل عظمي لطفل نياندرتال يعود تاريخه إلى ما قبل 50 ألف سنة وهو الثالث في كهف الديدرية.

## التخريب خلال الحرب الأهلية السورية
تشير المديرية العامة للآثار والمتاحف في سوريا بأن الكهف تعرض للتخريب بسنة 2012 وتقول بتقريرها:
«تعرض كهف الديدرية في جبل سمعان لأعمال تخريب شملت مربعات التنقيب والمقاطع الأثرية التي نَقَّبتها سابقاً البعثة الأثرية العاملة في الموقع، وسُرِقَت عدّة التنقيب وكمية كبيرة من ألواح وأعمدة خشبية موجودة ضمن المستودع كانت تستخدم في أعمال التنقيب، إضافة إلى الأضرار التي ذُكرت سابقاً في هذا التقرير».